# Chrysophyllum tessmannii
Chrysophyllum tessmannii är en tvåhjärtbladig växtart som beskrevs av Adolf Engler och Kurt Krause. Chrysophyllum tessmannii ingår i släktet Chrysophyllum och familjen Sapotaceae.
Artens utbredningsområde är Ekvatorialguinea. Inga underarter finns listade i Catalogue of Life.